# Rysslands federala distrikt
Alla Rysslands federationssubjekt grupperas i åtta federala distrikt, vilka vart och ett administreras av ett ombud utsett av Rysslands president. Systemet infördes 2000 av president Vladimir Putin för att förbättra centralmaktens övervakning av landets olika federationssubjekt.
|      |                                    |             |                       |                    |                  |
| Namn | Namn                               | Areal (km²) | Folkmängd (2002 est.) | Federationssubjekt | Huvudort         |
|      | Centrala federala distriktet       | 652 800     | 38 000 651            | 18                 | Moskva           |
|      | Södra federala distriktet          | 418 500     | 13 973 252            | 6                  | Rostov-na-Donu   |
|      | Nordvästra federala distriktet     | 1 677 900   | 13 974 466            | 11                 | Sankt Petersburg |
|      | Fjärran österns federala distrikt  | 6 215 900   | 6 692 865             | 9                  | Chabarovsk       |
|      | Sibiriska federala distriktet      | 5 114 800   | 20 062 938            | 12                 | Novosibirsk      |
|      | Uraliska federala distriktet       | 1 788 900   | 12 373 926            | 6                  | Jekaterinburg    |
|      | Volgaområdets federala distrikt    | 1 038 000   | 31 154 744            | 14                 | Nizjnij Novgorod |
|      | Nordkaukasiska federala distriktet | 170 700     | 8 933 889             | 7                  | Pjatigorsk       |